# Ammophila menghaiana
Ammophila menghaiana är en biart som beskrevs av Li och Ch. Yang 1989. Ammophila menghaiana ingår i släktet Ammophila och familjen grävsteklar. Inga underarter finns listade i Catalogue of Life.